# Sebastián Lelio
Sebastián Lelio (Mendoza, 8 marzo 1974) è un regista, sceneggiatore e produttore cinematografico cileno.
Nel 2017 riceve il plauso della critica per aver diretto la pellicola Una donna fantastica, diventato il primo film cileno a ricevere il Premio Oscar al miglior film in lingua straniera.

## Biografia
Lelio è nato a Mendoza, Argentina e si è trasferito a Viña del Mar, Cile all'età di 2 anni con la madre cilena Valeria. Descrive la sua infanzia come "nomade": "Fino all'età di 21 anni, mi spostavo tra diverse città in Cile. Ho vissuto per un periodo negli Stati Uniti e anche a Viña del Mar; la mia famiglia materna è di Viña... in sostanza non sono mai stato più di due o tre anni nella stessa città".
Dopo alcuni anni a Viña, sua madre si trasferì a Concepción ; in seguito, vissero per un anno in Nord America; dall'età di 12 a 17 anni, visse a Cholguán ( Yungay, Cile ). 
Nato con il cognome Lelio, cambiò il suo cognome con quello del padre adottivo Campos, ma dopo aver raggiunto una certa fama con il suo primo film, Lelio riprese il cognome del padre biologico.

## Carriera
[ modificare ]
Dopo aver studiato giornalismo per un anno all'Università Andrés Bello , Lelio si è laureato alla Scuola di Cinema Cilena ( Escuela de Cine de Chile ). Ha diretto molti cortometraggi e video musicali. Nel 2003 ha pubblicato Cero , un documentario basato su materiale inedito degli attacchi dell'11 settembre 2001 a New York, co-diretto con Carlos Fuentes. Ha diretto due stagioni della fortunata serie di documentari Mi mundo privado ( La mia vita privata ) insieme a Fernando Lavanderos. La serie ha seguito la vita privata di famiglie cilene provenienti da diversi contesti socioeconomici ed è stata nominata due volte per gli Altazor Awards e anche per gli Emmy Awards .
Nel 2005, il suo film d'esordio La Sagrada Familia ( La Sacra Famiglia ) è stato presentato in anteprima al Festival Internazionale del Cinema di San Sebastián . Girato in tre giorni e montato in un periodo di quasi un anno, il film è stato proiettato in oltre cento festival e ha ricevuto numerosi premi nazionali e internazionali. Nel 2009, il suo secondo lungometraggio, Navidad ( Natale ), è stato presentato in anteprima al Festival di Cannes .
L'anno della tigre (in spagnolo: El Año del Tigre ), il terzo lungometraggio di Lelio, è stato presentato in anteprima al Festival internazionale del film di Locarno nel 2011. Il film è ambientato dopo il terremoto del Cile del 2010 e segue un prigioniero evaso mentre viaggia attraverso le aree più colpite dal terremoto.
Come nei suoi primi due film, The Year of the Tiger esplora la fede religiosa e il modo in cui influenza i comportamenti delle persone. Lelio ha detto a un intervistatore di The Clinic (rivista): "Ciò che trovo affascinante è l'interazione tra la questione del significato che la religione pone - una questione di base - con il fatto che in Cile, in America Latina, la versione giudaico-cristiana della realtà è dominante. Tutto è definito in relazione a questa visione: che tu sia a favore o contro di essa, che tu la sfugga o meno".
Il quarto lungometraggio di Lelio, Gloria , ha vinto il premio Film in Progress del Festival Internazionale del Cinema di San Sebastián nel 2012.  Il film è stato presentato in anteprima al Festival Internazionale del Cinema di Berlino nel 2013, con ottime recensioni, con l'attrice protagonista Paulina García che ha ricevuto il prestigioso premio del festival come Migliore Attrice .
Nel suo lavoro di finzione, Lelio privilegia l'uso della cinematografia digitale . Utilizzando l'improvvisazione, il montaggio e le sceneggiature senza dialoghi, ha creato i cortometraggi Ciudad de maravillas , Carga vital e 2 minutos . 
Lelio ha ricevuto la Guggenheim Fellowship  e una borsa di studio DAAD tedesca per sviluppare i suoi nuovi progetti. Come sceneggiatore, Lelio ha scritto o co-scritto tutti i suoi film (inclusi i cortometraggi), eccetto The Year of the Tiger . 
Nel 2018, Una donna fantastica ha vinto l'Oscar come miglior film straniero , diventando il primo film cileno a vincere tale onore.
Il successo dell'Oscar del cileno Lelio è stato riportato dalla stampa argentina come "il regista argentino che ha vinto l'Oscar".  In un'intervista con Clarín nel febbraio 2018, ha affermato: "Sono nato in Argentina ma tecnicamente non sono argentino, sono cileno. Mio padre biologico è argentino ma sono cresciuto in Cile. Ho un rapporto con lui e con l'Argentina, posto dove vado spesso ma in senso stretto non sono argentino".
Nel 2024, Lelio e altri cineasti hanno guidato una petizione contro i piani di Milei di tagliare i finanziamenti all'INCAA.

## Filmografia

### Regista

#### Cinema
- Fragmentos Urbanos (2002)
- La sagrada familia (2006)
- Navidad  (2009)
- El año del tigre (2011)
- Gloria (2013)
- Una donna fantastica (Una mujer fantástica) (2017)
- Disobedience (2017)
- Gloria Bell (2018)
- Il prodigio (The Wonder) (2022)

#### Televisione
- El Futuro de Chile – serie TV, 1 episodio (2000)
- Homemade – serie TV, 1 episodio (2020)

#### Cortometraggi
- 4 (1995)
- Cuatro (1996)
- Smog (2000)
- Ciudad de maravillas (2002)
- Carga vital (2003)

#### Videoclip
- Piedra Angular di Fernando Milagros (2012)

## Riconoscimenti
- British Academy Film Awards
  - 2023 - Candidatura al miglior film britannico per Il prodigio
- British Independent Film Awards
  - 2018 – Candidatura per la miglior sceneggiatura per Disobedience
  - 2018 – Candidatura per il miglior film indipendente britannico per Disobedience
  - 2022 – Candidatura per il miglior film indipendente britannico per Il prodigio[1]
  - 2022 – Candidatura per il miglior regista per Il prodigio
  - 2022 – Candidatura per la miglior sceneggiatura per Il prodigio
- Festival internazionale del cinema di Berlino
  - 2013 – Candidatura per l'Orso d'oro per Gloria
  - 2013 – Guild Film Prize per Gloria
  - 2017 – Candidatura per l'Orso d'oro per Una donna fantastica
  - 2017 – Orso d'argento per la migliore sceneggiatura per Una donna fantastica
  - 2017 – Premio della giuria ecumenica menzione speciale per Una donna fantastica
  - 2017 – Teddy Award al miglior lungometraggio per Una donna fantastica
- Independent Spirit Awards
  - 2014 – Candidatura per il miglior film straniero per Gloria
  - 2018 – Miglior film straniero per Una donna fantastica
- Premi Oscar
  - 2018 – Miglior film straniero per Una donna fantastica